# شهرداری گارکالنه
شهرداری گارکالنه (به لاتین: Garkalne Municipality) یک شهرداری در کشور لتونی است. شهرداری گارکالنه ۶٬۷۲۲ نفر جمعیت دارد.